# Rashōmon (film)
Rashōmon (jap. 羅生門) – japoński film fabularny z 1950 roku w reżyserii Akiry Kurosawy. Zapoczątkował międzynarodową popularność reżysera i przyczynił się do spopularyzowania na świecie kina japońskiego. Film opowiada o napadzie na samuraja i jego żonę, dokonanym przez rozbójnika Tajōmaru. Wydarzenie relacjonowane jest przez cztery osoby, z których każda przedstawia je zupełnie inaczej, a dotarcie do prawdy okazuje się niemożliwe.
Film oparty jest na dwóch opowiadaniach Ryūnosuke Akutagawy. Z pierwszego z nich, W gąszczu, Kurosawa zaczerpnął samą historię napadu, z drugiego Rashōmon, bramę miejską, która jest miejscem głównej akcji.
W 1951 film otrzymał główną nagrodę Złotego Lwa na 12. MFF w Wenecji, a w 1952 – Oscara specjalnego dla najlepszego filmu nieanglojęzycznego.
Koncepcja filmu była inspiracją dla licznych produkcji. Na podstawie scenariusza oparto m.in. fabułę amerykańskiego filmu Prawda przeciw prawdzie (1964) Martina Ritta.

## Opis fabuły
Akcja filmu rozgrywa się w średniowiecznej Japonii. Dochodzi do dwóch aktów przemocy, które widzowie poznają z perspektywy osób w nich uczestniczących oraz naocznego świadka. Różne wersje popełnionego mordu i gwałtu prezentowane są tak, że nie wiadomo, kto jest sprawcą, a kto ofiarą, ani co jest prawdą.
W ruinach bramy Rashōmon spotyka się grupa podróżnych. Drwal mówi, że niedawno znalazł na polanie ciało zamordowanego samuraja. Strażnik pojmał bandytę, który opowiedział, że zabił samuraja w pojedynku po zgwałceniu jego żony. Żona samuraja opowiada własną wersję – zabiła ona, nie mogąc znieść pogardy męża. Duch samuraja opowiada, że popełnił samobójstwo. Drwal, świadek zabójstwa, mówi, że żona samuraja sprowokowała mężczyzn do walki, podczas gdy obaj zachowywali się jak tchórze.

## Interpretacje

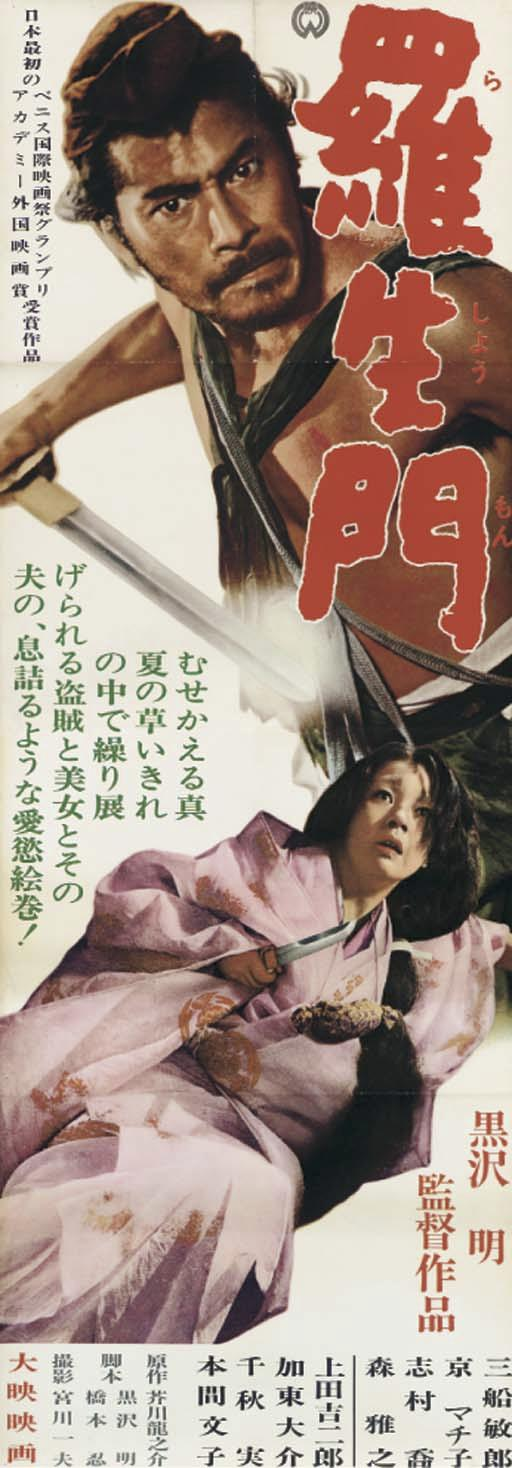
Japoński plakat pokazujący Toshirō Mifune (↑) i Machiko Kyō (↓)

Każdy z czterech bohaterów opowiadających historię napadu przedstawia ją zupełnie inaczej, starając się przedstawić siebie w możliwie dobrym świetle, jednocześnie demonizując postępowanie pozostałych. Nie wiadomo, która z relacji jest prawdziwa, a nawet drwal, wydawałoby się najbardziej wiarygodny z narratorów, nie może być postrzegany jako całkowicie godny zaufania. Taka konstrukcja opowieści sprawia, że film można interpretować w kontekście pytania o naturę prawdy i o to, czy możliwe jest obiektywne poznanie.
Robin Wood zwraca jednak uwagę, że w takiej interpretacji nie mieści się zakończenie filmu, jego konkretność i zmysłowość oraz że nie do końca wpisuje się w tematykę i przesłanie pozostałej twórczości Kurosawy. Zdaniem Wooda film opowiada raczej o ludzkim egoizmie i o niemożliwości bycia szczerym nawet wobec samego siebie, a także o zbawczej roli altruizmu. Podobną interpretację przywołuje Michał Bobrowski, zwracając uwagę na to, że bohaterowie Kurosawy nie mogą się porozumieć i żyją w odgrodzonych od siebie światach, pomiędzy którymi niemożliwa jest komunikacja. Zwraca też uwagę, że film można odczytywać w kontekście buddyjskiej wizji człowieka.

## Obsada
- Toshirō Mifune – Tajōmaru
- Machiko Kyō – Masako
- Masayuki Mori – Takehiro
- Takashi Shimura – drwal
- Minoru Chiaki – kapłan
- Kichijirō Ueda – chudopachołek
- Fumiko Honma – medium
- Daisuke Katō – policjant